# Пазузу
Это статья о мифологии. О музыкальной группе см. Pazuzu
Пазузу (лат. Pazuzu) — в ассирийской и вавилонской мифологии: повелитель демонов ветров, сын бога Ханби. Изображался с человеческим телом, с головой льва или собаки, с львиными лапами и когтями на ногах, с двумя парами крыльев, с жалом скорпиона и змеевидным пенисом. Часто изображался с поднятой правой рукой и опущенной левой, что символизировало жизнь и смерть, созидание и разрушение. Пазузу — демон юго-западного ветра, который приносил засуху и голод в засушливые сезоны и потопы — во влажные. Фигура Пазузу нередко использовалась при создании амулетов, призванных бороться с зловредной силой Ламашту, который мог причинить вред ребёнку и матери во время родов. Также Пазузу выступал в роли защитника людей от чумы и злых сил.

## В искусстве
- В фильме «Изгоняющий дьявола» и одноимённом романе одним из злых духов, которыми была одержима главная героиня, являлся Пазузу[1].
- В книге Д.Распопова «Фараон — 3. Полководец поневоле»,  Пазузу сотрудничает с Фараоном и захватывает тело бога Анубиса.[значимость факта?]
- В 9 серии 1 сезона сериала «Константин» Пазузу захватил тело главного героя.
- В м\ф «Симпсоны» герой 29 сезона 4 серии
- В м\ф «Футурама» герой полнометражного фильма «Футурама: Зверь с миллиардом спин», а также 7 эпизода 5 сезона.
- Создатели фильма «Star Wars. Episode VII: The Force Awakens» сравнивали персонаж Верховного лидера Сноука с Пазузу.
- Упоминается в цикле Александра Рудазова «Архимаг», а также появляется в цикле «Яцхен». В третей книге «Демоны в Ватикане» цикле «Яцхен» выступает главным антагонистом.[значимость факта?]
- Также в Пазузу верит басист-сатанист группы «Gorillaz» Мёрдок.
- В музыкальном клипе группы «Gorillaz» — Rock It. (Пазузу как-бы оживает, и начинает петь.)
- В альбоме 2023 года «Leviathan II» шведской симфоник-метал группы Therion имеется песня «Pazuzu».
- В аниме-сериале Jormungand: Perfect Order седьмой эпизод называется Пазузу, события разворачиваются в пустыне Персидского залива.
- В ММОРПГ R2 Online обитают агрессивные монстры Пазузу.
- В игре «Diablo III», в Пустынных песках (второй акт), можно встретить уникального пустынного дервиша Пазузу.
- В игре «The Dark Pictures Anthology: House of Ashes», молодая пара военных, оказавшаяся в руинах храма шумеров, находит статуэтку Пазузу. Также впоследствии игрок неоднократно видит множество статуй Пазузу по ходу игры. Прототип монстров тоже был вдохновлен обликом Пазузу.

- В игре Digital Devil story: Megami Tensei II является одним из антагонистов истории.
- В игре Louvre: L’Ultime Malédiction (В России игра была выпущена компанией Руссобит-М под названием Лувр: Последнее проклятие), одна из статуэток.
- В игре Devil May Cry 3: Dante’s Awakening одним из боссов является демон по имени Беовульф, чья внешность полностью основана на облике Пазузу.
- В мультсериале «Соседи из ада» пазузу в роли домашнего питомца.
- На логотипе легендарной метал группы Celtic Frost имеется надпись pazuzu, вписанная по кругу в углах септаграммы.